# Brelan d'as (film, 1952)
Pour les articles homonymes, voir Brelan d'as.
Pour plus de détails, voir Fiche technique et Distribution.
Brelan d'as est un film français réalisé par Henri Verneuil, sorti en 1952.

## Synopsis
Film à sketches mettant en scène trois fameux personnages de romans policiers : l'inspecteur Wens, Lemmy Caution et le commissaire Maigret.
L'alibi de monsieur Wens

(d'après la nouvelle « Le mort dans l'ascenseur », chapitre XII du roman « Six hommes morts ») 

L'inspecteur Wens se trouve avec Hubert Helding lorsque l'épouse de ce dernier est retrouvée assassinée dans un ascenseur. Comme le couple battait de l'aile, le mari fait un suspect idéal, mais celui-ci a un alibi en béton puisqu'il était avec Wens au moment du crime.
Je suis un tendre

Lemmy Caution, un G-Man, que tente de séduire Michèle Leroy, mènera jusqu'au bout l'enquête concernant un important vol de bijoux. 
Le témoignage d'un enfant de chœur

En allant servir la messe, Justin, un enfant de chœur, est témoin d'un meurtre. Le commissaire Maigret est chargé de l'affaire.

## Fiche technique
- Titre : Brelan d'as
- Réalisation : Henri Verneuil
- Assistant réalisateur : Pierre Chevalier
- Scénario :
  - épisode L'alibi de monsieur Wens : André Tabet et Stanislas-André Steeman
  - épisode Je suis un tendre : Peter Cheyney et Jacques Companéez
  - épisode Le témoignage d'un enfant de chœur : Georges Simenon
- Photographie : André Germain
- Cadreur : Walter Wottitz
- Musique : Henri Rhys et Hans May (musique des chansons)
- Décors : René Moulaert
- Montage : Gabriel Rongier
- Son : Jacques Lebreton
- Producteurs : Jules Calamy, Raymond Froment
- Sociétés de production : Calamy Productions (Paris), Terra Films (Paris)
- Société de distribution : Pathé-Consortium-Cinéma
- Pays de production :  France
- Format : Noir et blanc - 1,37:1 - 35 mm - Son mono
- Genre : Film policier
- Durée : 118 minutes
- Date de sortie : 
  - France : 10 octobre 1952

## Distribution
- Jacques Morel : le narrateur (voix)

L'alibi de monsieur Wens
- Raymond Rouleau : l'inspecteur Wens
- Maurice Teynac : Hubert Helding
- Arlette Merry : Florence Gari
- Jacqueline Porel : Denise, la fiancée de Wens
- René Génin : le concierge
- Robert Lussac : le commissaire
- André Dalibert : l'inspecteur Malaise
- Marcel Rouzé : un inspecteur
- Michel Vadet : un inspecteur
- Raoul Marco : le médecin légiste
- Hennery : le directeur du music hall
- Yette Lucas : la concierge de Florence

Je suis un tendre
- John Van Dreelen : Lemmy Caution
- Inge Landgut : Gisella Hauptmann
- Nathalie Nattier : Michèle Leroy
- Reinhard Kolldehoff : Hartner
- Pierre Sergeol : Leblond
- Georges Tabet : Herbert Krieger
- Jo Dest : l'assureur des bijoux

Le témoignage d'un enfant de chœur
- Michel Simon : le commissaire Maigret
- Christian Fourcade : Justin Calvet, l'enfant de chœur
- Claire Olivier : madame Maigret
- Jérôme Goulven : Simon Lesueur, le brocanteur
- Marguerite Garcia : la mère de Justin
- Louis Blanche : le juge à la retraite
- Henri Marchand : le prêtre
- Alexandre Rignault : l'inspecteur Janvier
- Pierre Goutas : l'inspecteur Lucas
- André Chanu : l'inspecteur à la centrale radio (TNZ2)
- Albert Michel : le policier qui répond au téléphone